# Distretto di Binhu
Il distretto di Binhu (滨湖区S, Bīnhú QūP) è un distretto della Cina, situato nella provincia di Jiangsu e amministrato dalla prefettura di Wuxi.